# Wysszaja Chokkiejnaja Liga (2015/2016)
Sezon WHL 2015/2016 – szósty sezon rosyjskich rozgrywek Wysszaja Chokkiejnaja Liga rozgrywany na przełomie 2015 i 2016.

## Uczestnicy
W 2015 ligę WHL opuściły Kubań Krasnodar i HK Lipieck. W czerwcu 2015 ogłoszono, że do WHL zostały przyjęte trzy kluby: Zwiezda-WDW Dmitrow, Zwiezda Czechow i Chimik Woskriesiensk. W lipcu 2015 ogłoszono, że po roku nieobecności do rozgrywek powróci Kristałł Saratów, tym samym ustalono liczbę uczestników w sezonie 2015/2016 na 26 zespołów. Z uwagi na problemy finansowe w listopadzie 2015 po rozegraniu 25 spotkań drużyna Zwiezda-WDW Dmitrow została usunięta z rozgrywek WHL.
| Klub                     | Miasto           | Rok zał. | Rok doł. | Drużyna KHL                | Drużyna MHL / MHL 2                    | Lodowisko           | Pojem- ność |
| ------------------------ | ---------------- | -------- | -------- | -------------------------- | -------------------------------------- | ------------------- | ----------- |
| Ariada Wołżsk            | Wołżsk           | 2003     | 2003     | Mietałłurg Nowokuźnieck    |                                        | LK "Ariada"         | 2250        |
| Bars Kazań               | Kazań            | 2014     | 2014     | Ak Bars Kazań              | Irbis                                  | Kazachski DS        | 3523        |
| Buran Woroneż            | Woroneż          | 1977     | 2012     |                            | MHK Buran                              | DS "Jubilejnyj"     | 3040        |
| Chimik Woskriesiensk     | Woskriesiensk    | 1953     | 2015     |                            | MHK Chimik                             | Podmoskowje         |             |
| Czełmiet Czelabińsk      | Czelabińsk       | 1948     | 2003     | Traktor Czelabińsk         | Bielyje Miedwiedi / Stalnyje Liwy      | PS "Mieczeł"        | 2800        |
| Dinamo Bałaszycha        | Bałaszycha       | 2010     | 2010     | Dinamo Moskwa              | HK MWD Bałaszycha                      | Arena Bałyszycha    | 6500        |
| Dizel Penza              | Penza            | 1955     | 2010     | Nieftiechimik Niżniekamsk  | Rieaktor Niżniekamsk / Dizelist        | PSL "Temp"          | 5200        |
| Iżstal Iżewsk            | Iżewsk           | 1949     | 2006     |                            | Stalnyje Iży                           | LP "Iżstal"         | 3900        |
| Jermak Angarsk           | Angarsk          | 1958     | 2007     |                            | Kuznieckie Medwiedi / Angarskij Jermak | Arena Jermak        | 6900        |
| Jużnyj Urał Orsk         | Orsk             | 1996     | 2006     | Mietałłurg Magnitogorsk    | Stalnyje Lisy Magnitogorsk             | DS "Jubilejnyj"     | 4600        |
| Kristałł Saratów         | Saratów          | 1979     | 2013     |                            |                                        | PSL "Kristałł"      |             |
| Mołot-Prikamje Perm      | Perm             | 1948     | 2006     |                            | Oktan                                  | UPS "Mołot"         | 7000        |
| Nieftianik Almietjewsk   | Almietjewsk      | 1965     | 2010     | Ak Bars Kazań              | Bars Kazań / Irbis Kazań               | PS "Jubilejnyj"     | 2200        |
| HK Riazań                | Riazań           | 1955     | 2007     | Sibir Nowosybirsk          | Sibirskie Snajpiery / MHK Riazań       | PS "Olimpijskij"    | 2700        |
| Rubin Tiumeń             | Tiumeń           | 1995     | 2000     |                            | Gazowik Tiumeń / Tiumenskij Legion     | PS Tiumeń           | 3300        |
| Saryarka Karaganda       | Karaganda        | 2006     | 2012     |                            | MHK Kazakmys                           | Karagandy Arena     | 4400        |
| HK Sarow                 | Sarow            | 2002     | 2009     | Torpedo Niżny Nowogród     | Czajka Niżny Nowogród                  | LD "Sarow"          | 1200        |
| SKA Karelia              | Kondopoga        | 2008     | 2008     | SKA Sankt Petersburg       | SKA-1946 Sankt Petersburg              | PS "Jubilejnyj"     | 7000        |
| Sokoł Krasnojarsk        | Krasnojarsk      | 1977     | 2011     | Łokomotiw Jarosław         | Krasnojarskie Rysi                     | Arena Siewier       | 4000        |
| Sputnik Niżny Tagił      | Niżny Tagił      | 1948     | 2002     | Awtomobilist Jekaterynburg | Awto Jekaterynburg / MHK Sputnik       | LPS im. Sotinkowa   | 4200        |
| THK Twer                 | Twer             | 1949     | 2012     | CSKA Moskwa                | Twericzi                               | KS "Jubilejnyj"     | 2000        |
| Toros Nieftiekamsk       | Nieftiekamsk     | 1998     | 2006     | Saławat Jułajew Ufa        | Tołpar Ufa / Batyr Nieftiekamsk        | PS "Nieftiekamsk"   | 2000        |
| Torpedo Ust-Kamienogorsk | Ust-Kamienogorsk | 1955     | 2001     |                            |                                        | PS im. Aleksandrowa | 4400        |
| Zauralje Kurgan          | Kurgan           | 1994     | 2003     | Awangard Omsk              | MHK Zauralje                           | LPS "Mostowik"      | 2500        |
| Zwiezda Czechow          | Czechow          | 2015     | 2015     |                            |                                        |                     |             |
| Zwiezda-WDW Dmitrow      | Dmitrow          | 2015     | 2015     |                            |                                        |                     |             |

Legenda:

DS – Dworzec Sportowy, KS / SK – Kompleks Sportowy / Sportowy Kompleks, PS – Pałac Sportu, PSL – Pałac Sportów Lodowych, PS – Pałac Sportu, LD – Lodowy Dworzec, LK – Lodowy Kompleks, LP – Lodowy Pałac, LPS – Lodowy Pałac Sportu, UPS – Uniwersalny Pałac Sportu

## Sezon zasadniczy
W sezonie zasadniczym pierwsze miejsce zajął THK Twer (103 pkt.)

## Faza play-off
W finale Nieftjanik pokonał Iżstal Iżewsk w meczach 4:1.
Złoty medal (oraz Puchar Bratina) zdobył Nieftjanik, srebrny - Iżstal, a brązowy THK Twer.